# Oficina de Diseño Pivdenne
La Oficina de Diseño Pivdenne (en ucraniano: Державне конструкторське бюро «Південне» ім М. К. Янгеля), anteriormente Oficina de Diseño Yúzhnoye (en ruso: Конструкторское бюро «Южное»), situada en Dnipró, Ucrania, es un diseñador de satélites y cohetes, y anteriormente de misiles balísticos intercontinentales (ICBMs) soviéticos fundado por Mijaíl Yánguel. La designación original era OKB-586.
La compañía está en estrecha cooperación con la empresa de construcción de maquinaria multiproducto Pivdenmash, también ubicada en Dnipró. Pivdenmash es el principal fabricante de los modelos desarrollados por la Oficina de Diseño Pivdenne.

## Historia
Pivdenmash, anteriormente Yuzhmash y ambos acrónimos traducibles como Talleres del Sur A. M. Makárov, es un fabricante de motores de Ucrania, activo en los sectores de la aeronáutica y aeroespacial (cohetes, satélites), maquinaria agrícola, vehículos de transporte (autobús, trolebús, tranvías) y turbinas ; es el resultado de la privatización de un centro de investigación soviético, y ubicada en Dnipró.

### Época soviética
El centro de investigación fue creado en 1954 para descentralizar parte de la actividad de desarrollo de misiles previamente concentrada en Moscú y así reducir la vulnerabilidad de esta industria a un ataque. La nueva oficina está ubicada en el momento bajo la dirección de Mijaíl Yánguel, un colaborador de Serguéi Koroliov, que va a diseñar los más poderosos misiles balísticos de la Unión Soviética.
Yuzhmash originalmente formó la "planta 586" en la Unión Soviética. En 1954, Mijaíl Yánguel creó la oficina independiente de diseño OKB-586 del Departamento de Investigación y Desarrollo de la planta 586. Anteriormente fue director del centro de investigación  OKB-1 (ahora RKK Energiya) y surgió en partidario del propergoles líquido de alta temperatura (a diferencia de Serguéi Koroliov de OKB-1, que favoreció los misiles de combustible criogénicos). Mijaíl Yánguel fue autorizado por el Politburó para establecer su propia oficina de investigación para continuar el trabajo sobre misiles balísticos propulsores líquidos de alta temperatura: así en 1966 OKB-586 se convirtió en la "Oficina de Estudios del Sur" o Yúzhnoye, mientras que la planta n 586 pasó a llamarse "Talleres Mecánicos del Sur", dedicada al diseño y en la fabricación de misiles balísticos. Posteriormente, la planta pasará a llamarse Union Assembly del Sur, o Yuzhmash.
Entre los misiles creados en Yuzhmash, esta el primer misil nuclear soviético R-5M (SS-3 'Chuster'), el R-12 Dvina (SS-4 'Sandal'), el  R-14 (SS- 5 'Skean'), el R-16 (SS-7 'Saddler') el primer misil balístico intercontinental desplegado ampliamente, el  R-36 'Scarp' (SS-9), el MR-UR-100 Sotka (SS-17 'Spanker') y el R-36M (SS-18 'Satan'). En el punto más álgido del complejo militar-industrial soviético, la planta podría producir hasta 120 misiles intercontinentales por año. A fines de la década de 1980, RT-2PM2 Topol-M (SS-27 "Hoz B").

### Perestroika y reconversión
Con la perestroika, se produjo un colapso repentino de los militares pide Yuzhmash medida que se expande su gama de productos a la maquinaria de la industria civil: en 1992, que fue el primer trolebús, con el modelo T1 YujMZ articulado (1992-1998) y su contraparte rígida, YuMZ T2. En 2010, la planta continuó produciendo el T2 junto con el más moderno YujMZ E-186, que tiene el piso bajo.

### Dentro del grupo industrial de Pivdenne
Además de las plantas del sur de Dnipró, Pivdenne tiene los talleres de mecánica de Pavlohrad, especializados en misiles de propulsor sólido.
La importancia del grupo Pivdenmash no es ajena al ascenso político de su antiguo director (1986-1992) Leonid Kuchma, contratado como ingeniero en 1975 y que posteriormente fue Primer Ministro de Ucrania y Presidente de Ucrania de 1994 a 2005.

## Directores
- 1954-1971: Mijaíl Yánguel
- 1971-1991: Vladímir Utkin
- 1991-2010: Stanislav Kóniujov
- 2010-presente: Aleksandr Degtiariov

## Productos

### Actualidad

#### Misiles balísticos
- Grom

#### Vehículos de lanzamiento orbital
- Familia de cohetes Zenit
  - Zenit-2
  - Zenit-2M
  - Zenit-3F
  - Zenit-3SL
  - Zenit-3SLB
- Núcleo de primera etapa de Antares, en cooperación con Orbital Sciences Corporation
- Dnepr, ICBM R-36 reconvertido
- ICBM R-36, código OTAN SS-18 'Satan'

#### Motores de cohetes

##### Motores principales
- RD-843
- RD-853
- RD-859
- RD-861K
- RD-866
- RD-868

##### Motores de dirección
- RD-8
- RD-855
- RD-856

### Retirados

#### Lanzadores espaciales
- Familia de cohetes Tsyklón
  - Tsyklón 2
  - Tsyklón-3
- Kosmos-2I
- Kosmos-3M

#### Misiles balísticos
- TBM R-12 Dvina , código OTAN SS-4 'Sandalia'
- ICBM R-14 Chusovaya, código OTAN SS-5 'Skean'
- ICBM R-16, código OTAN SS-7 'Saddler'
- ICBM R-26, código OTAN SS-8 'Sasin'
- ICBM R-36, código OTAN SS-9 'Scarp'
- ICBM RT-20, código OTAN SS-15 'Scrooge' (planificado pero nunca implementado)
- ICBM MR-UR-100 Sotka, código OTAN SS-17 'Spanker'
- ICBM RT-23, código OTAN SS-24 'Bisturí'

## Nota
1. ↑  Tanto pivdenne (en ucraniano) como yúzhnoye (en ruso) significan «meridional».